# 變形金剛：銀河之力
《變形金剛 銀河之力》（日语：トランスフォーマー ギャラクシーフォース、轉寫：Transformer: Galaxy Force）是由日本GONZO公司在2005年所製作的變形金剛之動畫作品，共52集。本作是變形金剛之微型金剛三部曲（Micron Trilogy）動畫的第三作，特色是較前幾作更為進步的3D模組變形金剛。
本作品由曾經製作過數碼寶貝第一季的角銅博之擔任監督，動畫製作也從原本的Actas公司改成了GONZO，劇情和前兩作已不再有任何連結。不過本作品的美國版「Transformers: Cybertron」仍然試圖將兩作進行連結，包括在最終話增加微型傳說主角雷德和超能連結主角奇克的畫面。

## 劇情簡介
巨型黑洞襲擊了賽博坦星球。居住於其上的變形金剛們使用了各種的方式試圖阻止巨型黑洞逼近於斯比顿星球，但是完全無效，巨型黑洞仍然持續接近斯比顿星。
此時，時空的守衛者貝克達出現在束手無策的博派總司令官銀河柯博文面前，告訴了他們「只有找回失落的惑星元素，才能拯救賽博坦星，並且消滅巨型黑洞」，於是，逃離斯比顿星球的博派戰士們，不僅要試圖將自己隱藏於前往避難的地球上，還要想辦法找出惑星元素......

## 用語
巨型黑洞//Grand Blackhole
遠古時代中誕生的兩股力量：創造神和黑暗之力互相鬥爭的結果，黑暗之力雖被消滅，但隨即而來的失去平衡則造成了巨型黑洞的產生，最後，巨型黑洞將賽博坦星吸入。
惑星元素//Planet Force
創造神的惑星元素，後被分為四份，分別被移民的變形金剛們帶走，最後落在地球、勁速星、亞尼馬多羅斯和基卡羅尼亞上，也是故事中博派和狂派爭奪的目標。

## 登場角色
格式為「通用中譯/日文名/日文直接英譯/美國CYBERTRON版本人名」
配音為「日文版/英文版/東森幼幼台版」

### 地球人
克畢//Coby/Coby Hansen
配音：環有希/Sam Vincent
故事中地球人的主角，14歲。
十分擅長修理機械，因此在認識變形金剛們後，偶爾會擔任他們的修理技師。
羅莉//Lori/Lori
配音：森永理科/Sarah Edmondson
女主角，雖然是13歲但和克畢同級。
個性好強，和克畢是青梅竹馬。
巴多//Bud/Bud Hansen
配音：黑川萬由美/Ryan Hirakida
克畢的弟弟，11歲。
和霍普是整個故事中的開心果，非常喜歡西部片或忍者片之類的影集，夢想也是成為一流的導演。

### 博派

#### 銀河護衛隊
總司令官銀河柯博文//Galaxy Convoy/Optimus Prime
另有星辰柯博文的翻譯，東森幼幼台則是翻譯為柯博文。
配音：楠大典/Gary Chalk/官志宏
身高5公尺，出力200萬馬力，責任感極強的博派總司令官，不過偶爾會有天然呆的一面。
能變形消防車，後半部的車體可以變形為飛行組件。
銀河柯博文超級模式//Galaxy Convoy Super Mode/Optimus Prime Super Mode
身高6公尺，出力200萬馬力，銀河柯博文和飛行組件組裝後的機器人模式，不僅能在重力下飛行，也能使用背後的兩根砲管進行攻擊。必殺技是「銀河加農砲-全爆破」。
柯博文//Liger Convoy/Optimus Prime Savage Claw Mode
身高6公尺，出力約三百多萬馬力，是銀河柯博文和獅虎傑克合體後的形態。
透過傑克變形成的右臂增加格鬥戰能力，必殺技是「獅虎猛爪擊(ライガーグランドブレイク)」。
音速柯博文//Sonic Convoy/Optimus Prime Sonic Wing Mode
身高6公尺，出力約三百多萬馬力，銀河柯博文和音速邦帕合體後的型態，以高機動戰為主要強化方向。
必殺技有背後的加農砲和兩把名為「音速之劍」的單手劍。必殺技是「銀河超雷射」。
副司令官天火//Dreadrock/JetFire
另有惧岩的翻譯。
配音：石川英郎/Brian Drummond/梁興昌
博派副司令官。
變形載具為貨運客機。必殺技是「天火加農砲-破壞性攻擊」。
極地戰士卡多//GuardShell/Landmine
配音：志村知幸/Paul Dobson
變形載具為推土機。必殺技是「暴風龍捲」、「暴風刃」。
環境保安員捷射//JackShot/Overhaul
孩之寶在DM上的翻譯為「偵查坦克」。
配音：江川央生/Brian Dobson
變形載具為吉普車。
獸神傑克//LigerJack/LeoBreaker
或翻譯為獅虎傑克。
日版的配音和捷射相同，美版的配音則改為Blu Mankuma擔任
捷射接觸到亞尼馬多羅斯的行星之力轉生後的形態，能變形為獅子。
名稱源自於永井豪原作，曾經改邊為動畫的「獸神萊卡」。
戰士艾克西李昂//Exillion/Hot Shot
或翻譯為新銳、捷速、李昂、阿修羅，網路上譯名不一，東森幼幼台採用「艾克西」譯名，孩之寶在DM上採用「重擊砲」之譯名。
配音：平川大輔/Kirby Morrow/何志威
是博派戰士中最年輕也最血氣方剛的一個，掃描的是跑車。
博派偵查兵。
美版博派設定中，其和微型傳說中的洛迪文是同一個角色。
必殺技是「超音速尾翼」。
武裝戰士艾克西凱撒//ExiKaiser/Cybertron Defence Hot Shot
孩之寶在DM上的翻譯為「重擊砲2號」。
在輸給天王密卡登後，重傷的艾克西李昂藉由惑星元素轉生的形態，重生後掃描成BTR-4 裝甲車，雖然速度有減慢，但威力更加強化。
在故事最後，於勁速星球的賽車中獲勝，被將前往建造新的宇宙中繼站的尼多羅柯博文指定為下一任勁速星球總司令。
基地警備員巴克//BackPack/Scattorshot
博派基地警備員。
孩之寶在DM上的翻譯為「偵查基地」。
配音：新垣樽助/Richard Ian Cox/何志威
變形載具為獵豹式防空坦克。因肩膀上裝備導彈的關係，而把載具左右的砲管改成導彈。
必殺技是「大地之怒」。
基地防衛官巴克及爾多//Back Guild/Scattorshot
在輸給天王密卡登後，重傷的巴克藉由惑星元素轉生的形態，重生後掃描成反導彈坦克，
技術員法斯特愛德//FastAid/RedAlert
博派醫官。
配音：加瀨康之/Brian Dobson
變形載具為救護車。
高度技術士法斯特岡拿//Fast Gunner/Cybertron Defense Red Alert
在輸給天王密卡登後，傷重的法斯特愛德藉由惑星元素重生成新的形態，改成掃描彈道飛彈車。
次元監視員貝克達//Vector Prime/（CYBERTRON和日版相同）
配音：速水獎/Richard Newman
航行於次元的古老博派戰士，擁有操縱「時間」的能力。
在現在的設定中是「最初的13人」之一。
必殺技是「超力場護盾」。
哈普//Hop/Jolt
配音：桑島法子/Brian Drummond
原籍基卡羅尼亞星球，後被貝克達撿到而成為同伴的微型金剛，和巴多是朋友，也是博派中的開心果。
重裝航空官音速邦帕//Sonic Bomber/Wing Saber
配音：臼井孝康/Peter Kelamis
新成員，變形為重武裝轟炸機，武器除了大量的彈藥還有兩把長刀。可以和柯博文合體為「音速柯博文」(Sonic Convoy)

#### 賽博坦星
元始天尊//Primus/(博派和日版相同)
配音：玄田哲章/Michael Donovan
變形金剛的創世神，實際化身是整個賽博坦星球。

#### 勁速星球加入者
音速司令官極速柯博文//Nitro Convoy/Override
或譯為尼多羅柯博文。
配音：土門仁/Lisa Ann Beley 及 Nicole Oliver
勁速星球中速度最快者，也是勁速星球的總司令，能變形成F1比賽用車。
在和艾克西里昂比賽之後，和他稱兄道弟，繼而加入博派的陣營。
原本的角色性別是男性，但在海外版博派中被變更為女性。
在海外版中順便追加了「她」和羅莉的姐妹之情。
必殺技為「音速雷射」。

#### 亞尼馬多羅斯加入者
暗黑司令官火龍柯博文//Flame Convoy/Scourge
或譯為普雷姆柯博文、佛雷康柏。
配音：若本規夫/Trevor Devall
野獸們的領袖，變形為火龍。遵從強者、曾因為輸給密卡登而加入狂派，但之後脫離。
猛獸指揮官白狼獸//FangWulf/Snarl
原先是火龍柯博文的副官，變形為白狼。

#### 地球加入者
航空司令官躍動柯博文//Live Convoy/Evac
或譯為萊普柯博文。
配音：平田廣明/Alvin Sanders
變形為直升機。

#### 基卡羅尼亞加入者
巨王柯博文//Megaro Convoy/Metroplex
配音：木村雅史/Ron Halder
或譯為梅卡羅柯博文，在美版直接被當成大都會(Metroplex)在此世界觀中的版本。
體型極為巨大，光是腳板的長度就和密卡登的身高等長，實力也相當強大、足以輕易擊敗成為密卡登加霸前的密卡登。變形成一架巨大的挖掘機，挖鏟的部分在機器人型態作為武裝使用，曾經借給柯博文。個性溫和、熱心助人。
在本系列主線「GC」中推出玩具，編號為GC-19號，附贈一個小型的柯博文。在2022年的變形金剛：傳承產線(Transformers: Legacy-Evofusion)推出泰坦級(Titan Class)新玩具，身高大幅增加到55公分，產品編號為TL-14。

### 賽博坦星移民者
情報員布洛爾//Blurr/(CYBERTRON與日版相同)
行星開拓者長架//Longrack/(博派與日版相同)
信號槍//SignalLancer/(博派版名稱不明)
配音：臼井孝康

### 狂派
破壊大帝天王密卡登//Master Megatron/Megatron
配音：中田讓治/David Kaye/梁興昌
身高6公尺，狂派的領導者，搶奪行星元素的原因是希望征服宇宙。
必殺技是「死神利爪」「死神機關槍」。
密卡登//Liger Megatron/Megatron Dark Claw Mode
身高6公尺，天王密卡登與黑獅虎傑克合體之後的形態，在40集黑獅虎傑克被巨王柯博文消滅之後，此形態未再登場過。
必殺技是「獅虎死爪擊」。
真破壊大帝天王格威龍//Master Galvatron/Galvatron
或譯為密卡登加霸。
被巨王柯博文擊敗之後，天王密卡登自己的怨恨之力不斷高漲，最後形成的新模樣，威力比之前大上許多。
必殺技是「死神利爪」「死神機關槍」。
航空参謀天王星//Starscream/(CYBERTRON與日版相同)
配音：黑田崇矢/Michael Dobson/官志宏
狂派副指揮。
狂派的最初兩名成員之一，雖然是天王密卡登的手下卻時時抱著反叛之心。必殺技是「毀滅之刃」。
航空兵桑大克拉卡//Thundercracker/(CYBERTRON與日版相同)
配音：田中一成/Mark Oliver
狂派偵查兵。或獲譯為山庫拉克。
狂派的最初兩名成員之一。必殺技是「地獄閃電」。變形成一架F15戰鬥機。不太聰明。
闇獸神黑傑克//Dark LigerJack/Nemesis breaker
天王密卡登從黑暗之力拷貝了獅虎傑克的能力後誕生的變形金剛，能力和獅虎傑克一模一樣，實際上是獅虎傑克心中反抗銀河柯博文的那一面。
在40集中被巨王柯博文以巨王之戟消滅，之後未再登場。
兩輪襲擊兵 墊圈//Gasket/Ransack
配音：平田廣明/Luis Cirilo
居住在勁速星球的暴走二人組，被天王密卡登威脅後加入狂派，變形為摩托車。
三輪襲擊兵 陸地子彈//Land Bullet/Crumplezone
配音：中嶋聰彥/Mark Acheson
居住在勁速星球的暴走二人組，被天王密卡登威脅後加入狂派，變形為越野車。不太聰明。
強臂三輪突擊兵 手臂子彈//Arm Bullet/Dark Crumplezone
陸地子彈受了重傷後被變成黑霧的天王密卡登重生為手臂子彈，變形為裝甲越野車。
海洋戰鬥兵克羅米亞//Chromia/ThunderBlast
配音：桑谷夏子/Maryke Hendrikse
對強者情有獨鍾的女性狂派成員，變形成帶有飛彈發射器的汽艇，一開始是天王星的部下，但是在見證天王密卡登更強大的力量後加入其手下。

#### 行星X/惑星X/Planet X
間諜諾伊斯//Noizmeis/SideWays
配音：千葉進步/Ted Cole
情報參謀音波//Soundwave/(CYBERTRON與日版相同)
東森幼幼台翻譯為桑德
配音：武虎/Robert O. Smith

## 戰艦
本作四艘戰艦的名稱皆源自於傳說中或者是科學家推測的大陸名稱。
亞特蘭提斯
移民地球的變形金剛們留下的母艦，裡面存放著晶片底座。
後被天王星當成自己的移動基地，擁有瞬間移動能力，最後被博派戰士們當成建造宇宙中繼站的移動基地。
姆
移民勁速星球的變形金剛們留下的母艦，後被博派當成行星間航行的宇宙母艦，故事結束時，被博派戰士們當成建造宇宙中繼站的移動基地。
雷姆利亞
移民亞尼馬多羅斯的變形金剛們留下的母艦。
故事結束時被博派戰士們當成建造宇宙中繼站的移動基地。
盤古
移民基卡羅尼亞的變形金剛們留下的母艦，最後一個屬於基卡羅尼亞的行星元素就在裡面。
故事結束時被博派戰士們當成建造宇宙中繼站的移動基地。
諾亞
四艘戰艦合體之後的模樣，能夠作為元始天尊專用的巨型光束砲。
故事結束前先被當成讓亞尼馬多羅斯回歸正常軌道的推進器，最後解除合體回四艘戰艦。

## 星球介紹
賽博坦星//Cybertron/(美版CYBERTRON和日版相同)
博派等變形金剛的故鄉，因為遭到宇宙大黑洞的襲擊而消失
地球//Earth/EarthPlanet
上古時代首批變形金剛移民者之一群到達的星球，並在此建立了地球古文明，爾後，他們搭乘的亞特蘭提斯號移民母艦成為了地球的傳說大陸。
勁速星球//Speedia/SpeedPlanet
上古時代首批變形金剛移民者之一群到達的星球，星球的居民們大多變形為跑車系，而且居民們的消遣活動泰半都是飆車，也因此，星球上經常舉辦賽車比賽。
亞尼馬多羅斯//Animatros/JunglePlanet
上古時代首批變形金剛移民者之一群到達的星球，星球的居民們則是變形為野生動物系，居民們尊崇力量、強者為王。
基卡羅尼亞//Gigaronia/GiantPlanet
上古時代首批變形金剛移民者之一群到達的星球，位於時空裂縫的彼端。
當地居民有個奇怪的傳統：建造城市之後過了一陣子就會建造新的城市，然後放棄舊城市，因此居民們的建築技術都遠高於其他星球。
爾後，為了對抗未知的星球「行星X」的威脅，居民們選擇將自己身軀變的巨大，但也因為變的太大，所以一些小事情就只能交給微型金剛來幫忙。
行星X//Planet X
突然出現襲擊基卡羅尼亞的行星，其攻擊的緣由不明，在美版的博派中則是設定成是宇宙大帝(Unicron)的手下。

## 主題曲

### 片頭曲
前期片頭曲
作詞：清水、作曲：柿島伸次、編曲：水島康貴、歌：柿島伸次
後期片頭曲
作詞：清水、作曲：則彦、編曲：水島康貴、歌：CHINO

### 片尾曲
前期片尾曲
作詞：三重野瞳、作曲/編曲：水島康貴、歌：
後期片尾曲「Growning up!!」
作詞：三重野瞳、編曲：水島康貴、作曲/歌：柿島伸次

## 各集標題
| 集數 | 日文標題 | 中文翻譯                           | 標題宣告者                 |
| ---- | -------- | ---------------------------------- | -------------------------- |
| 1    |          | 神聖故鄉賽博坦星的毀滅？！         | 銀河柯博文                 |
| 2    |          | 和變形金剛們的相遇                 | 加得薛爾                   |
| 3    |          | 守護秘密基地                       | 巴克                       |
| 4    |          | 教導在地球上的生活方式             | 天火                       |
| 5    |          | 尋找晶片底座                       | 加得薛爾                   |
| 6    |          | 威脅的行星、勁速星球               | 艾克西里昂                 |
| 7    |          | 最快的勇者、極速柯博文             | 極速柯博文                 |
| 8    |          | 激鬥！天王星                       | 天王星                     |
| 9    |          | 拯救人類的城市！                   | 霍普                       |
| 10   |          | 貝克達的判斷                       | 貝克達                     |
| 11   |          | 魔獸行星、亞尼馬多羅斯             | 捷射                       |
| 12   |          | 怪龍王、火龍柯博文                 | 火龍柯博文                 |
| 13   |          | 亞特蘭提斯的攻防戰                 | 銀河柯博文                 |
| 14   |          | 超級賽車比賽、開始！               | 艾克西里昂                 |
| 15   |          | 巴多和霍普的都市旅行               | 巴多、霍普                 |
| 16   |          | 野獸轉生！獅虎傑克                     | 傑克                       |
| 17   |          | 金剛合體！獅虎柯博文                   | 銀河柯博文 傑克            |
| 18   |          | 灼熱的死亡比賽                     | 艾克西里昂                 |
| 19   |          | 光榮的星球獎盃                     | 極速柯博文                 |
| 20   |          | 極光彼端的死鬥                     | 巴克                       |
| 21   |          | 戰鬥吧！獅虎傑克                       | 白狼獸                     |
| 22   |          | 羅莉、前往魔獸之星                 | 羅莉                       |
| 23   |          | 決戰！亞尼馬多羅斯                 | 火龍柯博文                 |
| 24   |          | 怪獸們的復活                       | 天王星                     |
| 25   |          | 地球的守護神、躍動柯博文           | 躍動柯博文                 |
| 26   |          | 第三個行星之力                     | 天王星                     |
| 27   |          | 宇宙滅亡的倒數計時                 | 天王密卡登                 |
| 28   |          | 轉生！先鋒小隊                     | 艾克西里昂 巴克 法斯特愛德 |
| 29   |          | 從宇宙來的好傢伙                   | 音速邦帕                   |
| 30   |          | 野心的王者、邪惡之心全開           | 天王星                     |
| 31   |          | 高速機動合體、音速柯博文           | 銀河柯博文 音速邦帕        |
| 32   |          | 超絕變形！解除限制之力             | 貝克達                     |
| 33   |          | 巨大的神明、甦醒                   | 霍普                       |
| 34   |          | 從黑暗來的逆襲                     | 天王密卡登                 |
| 35   |          | 亞特蘭提斯的迷宮                   | 諾伊斯                     |
| 36   |          | 執行逃出大作戰                     | 巴多                       |
| 37   |          | 然後、出發的時刻來了               | 克畢                       |
| 38   |          | 衝突！粉粹的野心                   | 銀河柯博文                 |
| 39   |          | 超時空隧道、突破                   | 天火                       |
| 40   |          | 基卡羅尼亞的巨王柯博文             | 巨王柯博文                 |
| 41   |          | 天王格威龍、降臨                   | 天王格威龍                 |
| 42   |          | 朝向地下世界、GO！                 | 克畢                       |
| 43   |          | 對決！羅莉VS克羅米亞               | 羅莉                       |
| 44   |          | 行星X的秘密                        | 音波                       |
| 45   |          | 大星球上的小城市                   | 巴多                       |
| 46   |          | 最後的行星之力                     | 加得薛爾                   |
| 47   |          | 大野心的盡頭                       | 天王星                     |
| 48   |          | 永遠的時空監視者                   | 貝克達                     |
| 49   |          | 博派戰士、大集合                   | 元始天尊                   |
| 50   |          | 終結之時、希望之光                 | 貝克達                     |
| 51   |          | 銀河柯博文VS天王格威龍、最終決戰！ | （速水獎）                 |
| 52   |          | 嶄新的旅程、開始                   | 銀河柯博文                 |

## 軼事
- 本作在作畫品質方面雖然有提升，但在劇情部分以及兼用卡的多次使用，仍使一些觀眾不甚滿意。
- 本作結束之後至2007年底的變形金剛進化版之期間並沒有任何變形金剛的動畫作品。